# Echium simplex

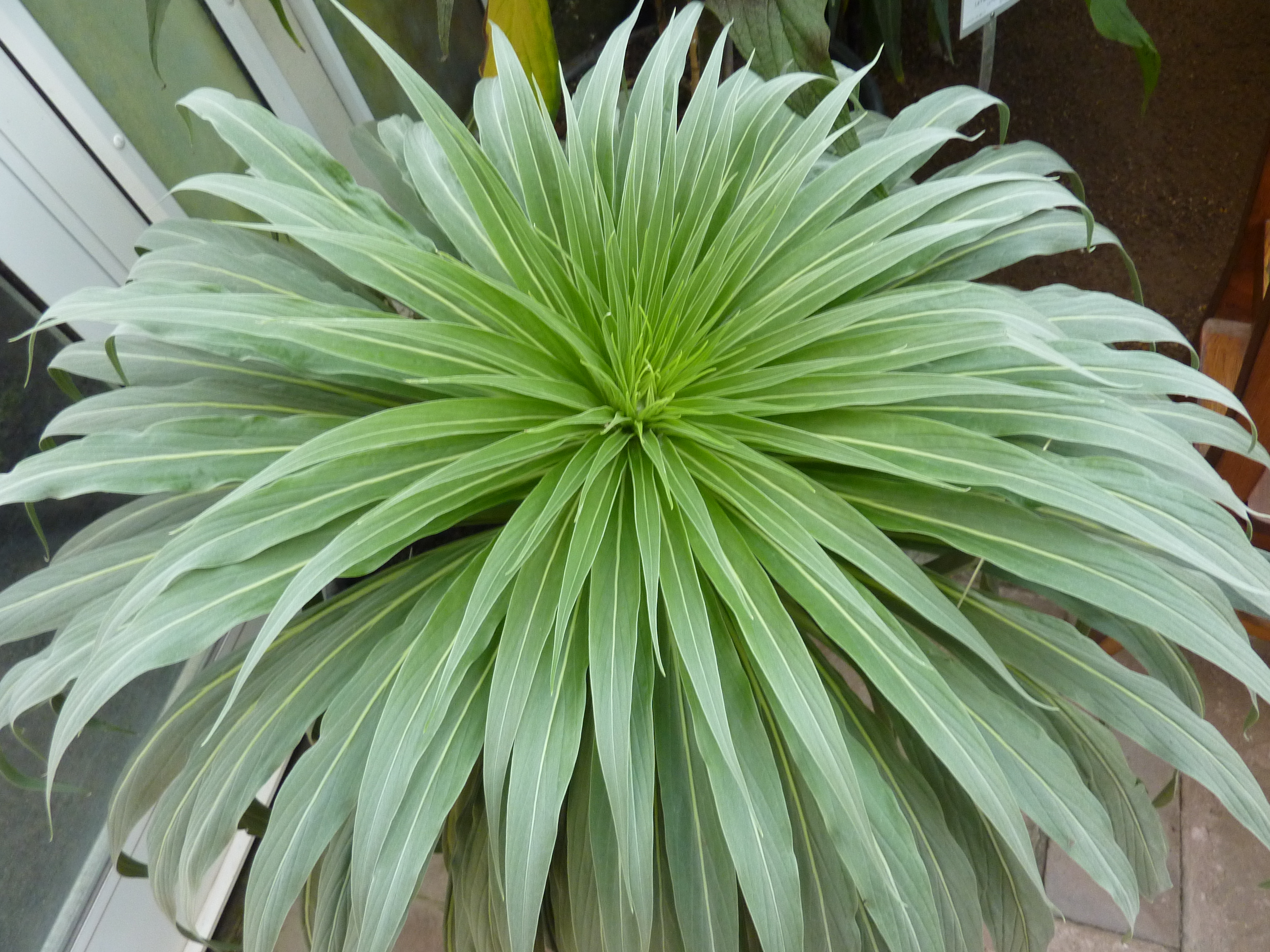
Detall de les fulles

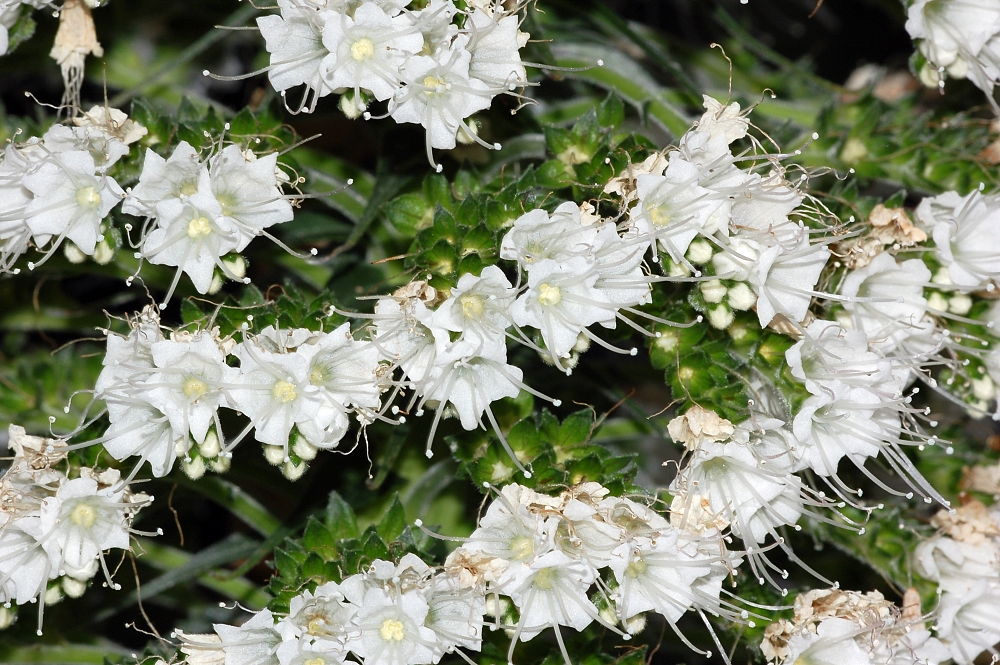
Detall de les flors

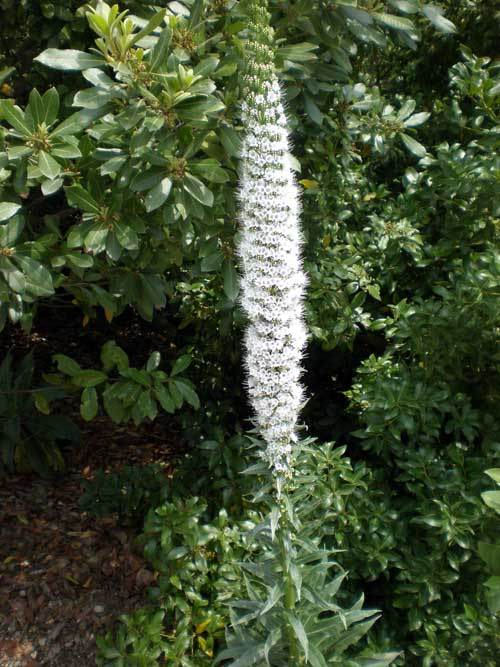
Inflorescència

Echium simplex és una planta del gènere Echium de la família de les Boraginàcies. Es tracta d'una planta herbàcia biennal que pot arribar a mesurar 3 m d'alçada i que creix al Massís d'Anaga, a Tenerife, d'on n'és un endemisme. Es troba entre els 100 i els 400 m d'altura, exposada a ple Sol.

## Descripció
Té una roseta foliar densa durant el primer any. Desenvolupa una inflorescència erecta que pot arribar a mesurar d'1 a 3 m durant el segon any. Les corol·les de les flors és de color blanc pur. Les fulles són persistents, lanceolades, més espesses a la base i menys al llarg de la inflorescència. Floreix entre febrer i abril. Un cop maduren les llavors la planta mor.

## Usos
Planta d'ús en jardineria. No tolera temperatures per sota dels 5 °C. És una de les principals plantes usades per les abelles en la producció de mel per la gran riquesa pol·len i nèctar de les seves flors.

## Curiositats
A les zones on floreixen els Echium s'obté la mel característica amb denominació d'origen. Aquesta mel, quan es troba en estat fluid, és d'un color molt clar, gairebé blanc aigua amb matisos groc ambre, depenent de la flora acompanyant. Quan es troba cristal·litzada presenta un color entre blanc i beix clar. És una mel molt suau que es pot usar en aliments als quals no se'ls vol emmascarar l'aroma.

## Taxonomia
Echium simplex va ser descrita per Augustin Pyrame de Candolle i publicada a Catalogus plantarum horti botanici monspeliensis 108. 1813.

### Etimologia
- Echium: nom genèric que deriva del grec echium, que significa "escurçó", per la forma triangular de les llavors, les quals recorden vagament al cap d'un escurçó.
- simplex: epítet que fa al·lusió a l'absència de ramificació de les tiges.